# Christopher Mellon

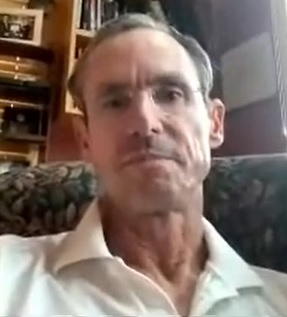
Christopher Mellon, 2021

Christopher Karl Mellon (* 2. Oktober 1957 in Topeka, Kansas) ist ein US-amerikanischer Politiker und Investor. Er arbeitete 2023 als privater Kapitalanleger und war davor hochrangiger Beamter in den Regierungen von Clinton und Bush junior. Zuvor war er lange als Staff Director des United States Senate Select Committee on Intelligence tätig. Er ist auch öffentlich als Anhänger von UFO-Theorien und Unterstützer der Behauptungen von David Grusch in Erscheinung getreten.

## Laufbahn
Christopher Mellon ist Teil der einflussreichen Familie Mellon. Er ist der Sohn von Karl Negley Mellon und Anne Stokes Bright und der Urenkel des Gulf-Oil-Mitbegründers William Larimer Mellon. Sein Ururgroßvater Thomas Mellon gründete die Mellon Bank of Pittsburgh. Er erwarb 1980 einen B.A. in Wirtschaftswissenschaften am Colby College und 1984 einen Master-Abschluss der Yale University in internationalen Beziehungen mit Schwerpunkt Finanzen und Management.
Mellon arbeitete lange auf dem Capitol Hill, davon fast 10 Jahre als Staff Director des Senate Select Committee on Intelligence. 1997 wechselte er ins Pentagon. Von November 1997 bis Juni 1998 war er Special Assistant to the Secretary of Defense for Intelligence Policy tätig und beriet den Verteidigungsminister in einer Reihe von Geheimdienstfragen. Von Juni 1998 bis November 1999 diente Mellon als Deputy Assistant Secretary of Defense for Security and Information Operations. Von November 1999 bis Dezember 2002 war er stellvertretender Verteidigungsminister für die Nachrichtendienste. Mellon kehrte danach in die Politik zurück, wo er von 2002 bis 2004 für Senator Jay Rockefeller, als Minority Staff Director des Geheimdienstausschusses des Senats tätig war.
Zwischen 2005 und 2009 arbeitet Mellon als Lobbyist, bevor er als Investor im Bereich Private Equity tätig wurde. Er lehrte auch an der Georgetown University und war Chairman des Science Committee des Carnegie Museum of Natural History in Pittsburgh. Obwohl Mitglied der Republikaner, sprach er sich 2020 öffentlich gegen eine weitere Amtszeit von Donald Trump aus.

## Ufo-Aktivismus
Mellon arbeitete mit der Journalistin Leslie Kean in einer UFO-Organisation zusammen und ist Aktionär und war Berater des Unternehmens To the Stars des Punkrockers Tom DeLonge von Blink-182. Er arbeitete auch mit dem ehemaligen Pentagon-Mitarbeiter, Luis Elizondo, als Darsteller für den Kabelfernsehsender History in der Fernsehsendung Unidentified: Inside America's UFO Investigation zusammen. Mellon war auch in dem Dokumentarfilm The Phenomenon aus dem Jahr 2020 zu sehen, bei dem der UFO-Enthusiast James Fox Regie führte. In dem Film gab Mellon an, dass er die Quelle war, die die drei UFO-Videos des Pentagons leakte, welche es später in die Medien schaffte und deren Echtheit später von der US Navy bestätigt wurden. Im Mai 2021 trat er im Podcast von Joe Rogan auf.
Im Jahr 2023 verfasste Mellon einen Meinungsartikel für Politico, in dem er seinen Wunsch äußerte, dass die Untersuchung des Kongresses zu UFOs vorankommt. Er sagte auch, dass er einige der Behauptungen von David Grusch in einer Anhörung des US-Repräsentantenhauses im Jahr 2023 unterstützte, und gab an, dass „zu Recht oder zu Unrecht eine Reihe potenzieller Quellen der Führung des vom Kongress eingerichteten All-domain Anomaly Resolution Office nicht vertrauen“.